# ヒャルティ・スケッギャソン
ヒャルティ・スケッギャソンまたはスケギの息子ヒャルティ(Hjalti Skeggiason)は、10世紀後半から11世紀前半を生きた、アイスランドの有力者である。

## 解説
『アイスランド人の書』によれば、ヒャルティはショルサル谷のスケギの息子であった。ノルウェーのオーラブ王がアイスランドのキリスト教化のため、神父のタングブランドを送りこんだ際、首領の一人であったヒャルティは、義父の〈白い〉ギツール（またはギツル。Gissur hvíti Teitsson）と共に神父から洗礼を受けた。この時はまだ洗礼を拒んだ人のほうが多かった。999年、ヒャルティはアルシングにおいて旧来の神々を冒涜する詩を謡ったため追放となった。この年にノルウェーに帰国したタングブランドが、アイスランドでの改宗の成果が芳しくなかったことを王に報告すると、王がノルウェー国内にいたアイスランド人を拘束したため、ヒャルティとギツールは王を訪ねて改宗を進めることを約束し、人々を釈放させたという。
翌年（1000年）のアルシングにおいて、ヒャルティとギツールは、アイスランドがキリスト教を受け入れるようにと法の岩の上から訴えた。なお『キリスト教のサガ』によると、ヒャルティとギツールの語った後には恐怖が人々を襲い、彼らに反論できた者はいなかったという。このことについてシーグルズル・ノルダルは、おそらく2人の言葉によって、西暦1000年に世界の終わりが訪れることを人々が認めたためであったと考えている。
『ヘイムスクリングラ』の『聖オーラーヴル王のサガ』によれば、ヒャルティはその後、ノルウェーでオーラヴ・ハラルズソン王と共に時を過ごした後、スウェーデンのヴェステルイェートランドのラグンヴァルド・ウルフソンおよびウプサラのオーロフ・シェートコヌングの元へ赴くビョルンの外交使節団の一員としてビョルンに同行した。
この旅に関するスノッリ・ストゥルルソンによる詳細な記述は、おそらく、アイスランドへ帰還の後にヒャルティがまとめた報告に基づくものであろう。